# Monument de San Jacinto
Le monument de San Jacinto est un obélisque de 567,31 pieds (172,916088 m) de haut, situé sur une rive du canal de Houston, dans le comté de Harris, au Texas (États-Unis), près de la ville de La Porte.

## Histoire
Le monument, construit entre 1936 et 1939 et inauguré le 21 avril 1939, est alors la plus grande construction en maçonnerie du monde.

## Description
La structure est de forme octogonale. Le monument fait 567,31 pieds (172,916088 m) de haut. En comparaison, le  Washington Monument fait 555,427 pieds (169,2941496 m) de haut. Les visiteurs peuvent prendre un ascenseur pour se rendre à une plateforme d'observation (en).
L'obélisque est surmonté d'une étoile de 34 pieds (10,3632 m) et 220 tonnes. Elle commémore le site de la bataille de San Jacinto, bataille décisive de la révolution texane.
Le monument fait partie du San Jacinto Battleground State Historic Site (en), site déclaré National Historic Landmark le 19 décembre 1960 et reconnu par l'American Society of Civil Engineers en 1992.

## Galerie

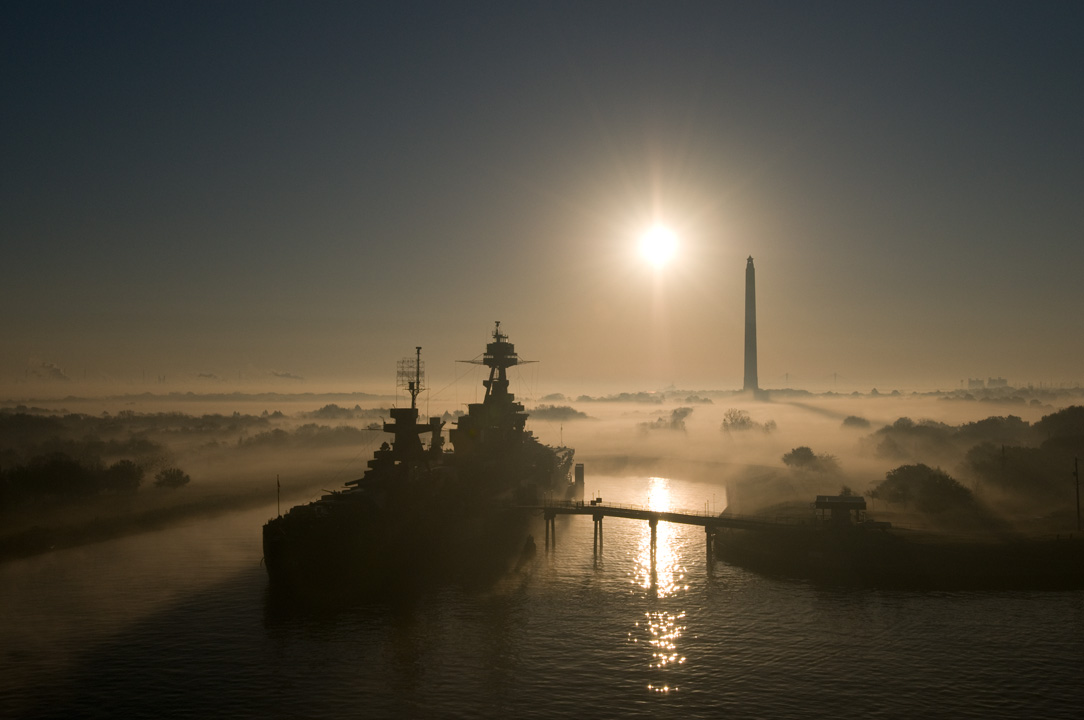
USS Texas BB-35 6 et le monument vus au lever de soleil (fin 2007).
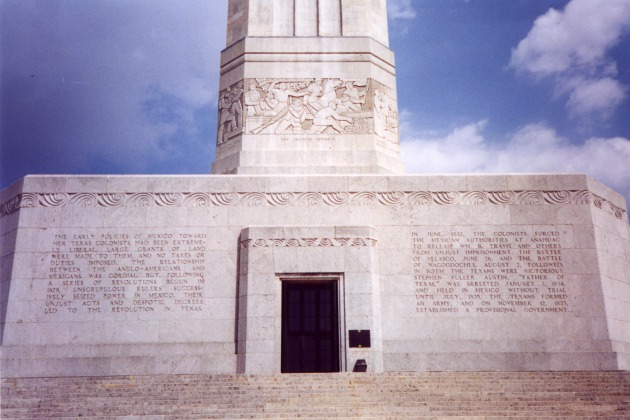
Base du monument.
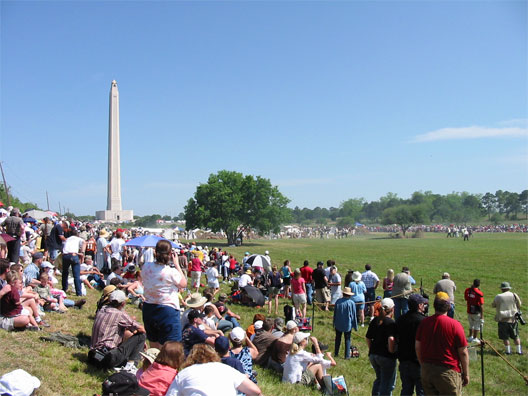
Des spectateurs assistent à une reconstitution historique de la bataille de San Jacinto.
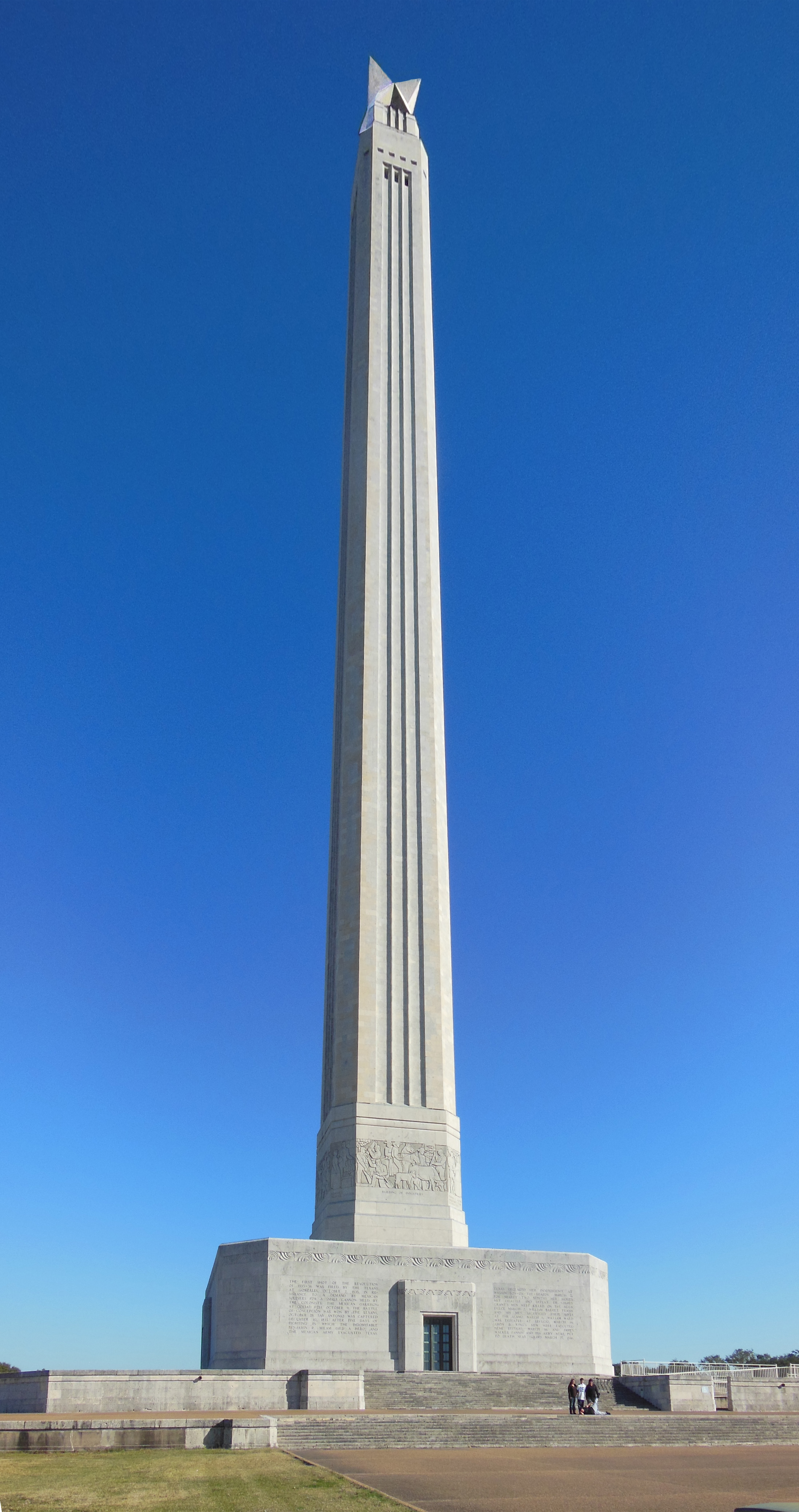
Image rapprochée du monument.
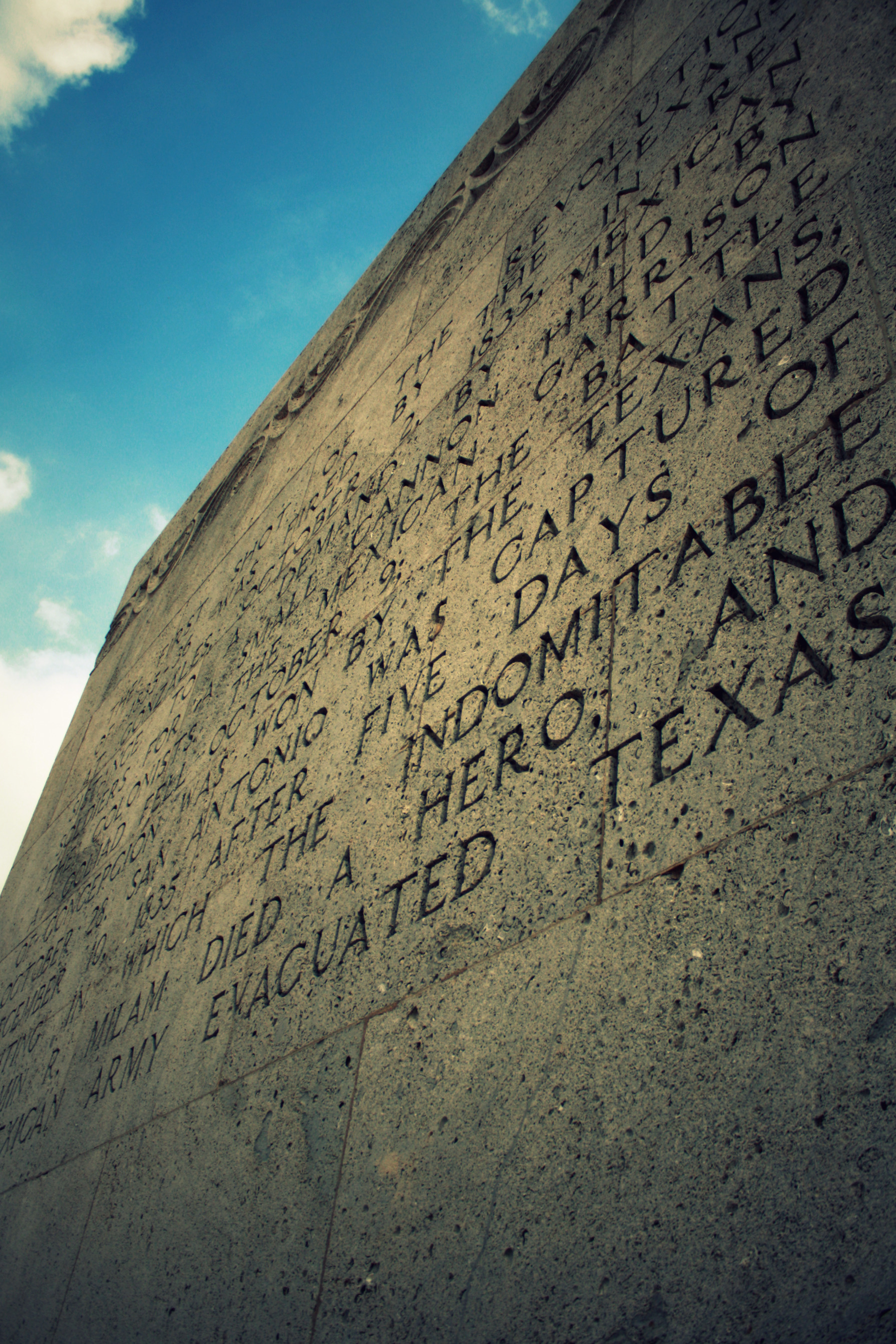
Panneau explicatif.
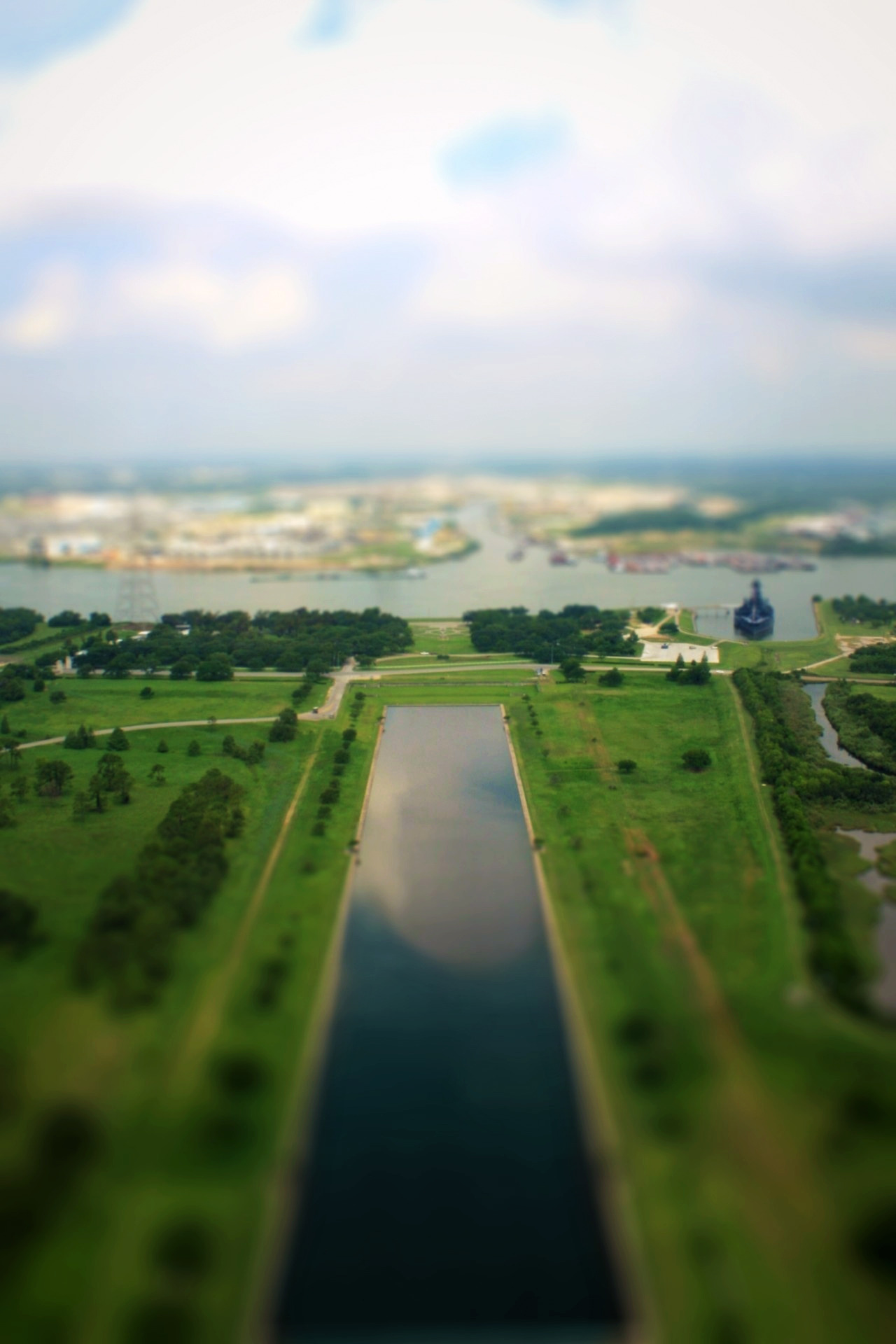
Vue de la plateforme d'observation.